# 문화지리학
문화지리학(영어: cultural geography)는 문화를 연구 대상으로 하는 지리학 분야이다.

## 학문 역사

### 버클리 학파
문화지리학은 미국의 지리학자인 칼 오트윈 사우어가 확립하였다. 당시 문화지리학계는 인문현상을 자연환경의 영향과 접목시켜 설명하려는 풍조 (환경결정론)이 있었다. 사우어는 1925년에 발표한 "경관 형태학"(영어: The morphology of landscape)으로 "문화경관" 이라고 하는 개념을 주창하여, 문화라는 것은 자연경관을 기반으로 하여 문화경관이라고 하는 것이 형성된다는 것을 주장하였다.
1962년에 간행했던  "문화지리학 읽기"(영어: Readings in Cultural Geography)에 따르면 문화지리학의 중심적인 연구 주제는 "문화", "문화지역", "문화경관", "문화사", "문화생태" 로 이루어져있다고 한다.
사우어와 그 제자들은 (버클리 학파, 영어: The Berkeley School)에서 제시한 문화지리학의 특징으로서, 문화경관을 구성하는 문화는 개인을 넘어 실체라고 생각하는 것 (초유기체설), 역사중시, 인간에 의한 환경 변화에 주목하는 것, 물질문화를 중시하는 것, 농촌과 제3세계에도 주목하는 것, 현장 학습 등에서 현지 연구가 선호되고 있었던 것을 들 수 있다.
한편, 버클리 학파의 비판점은 물질문화에만 주목한다는 점, 농촌과 제3세계에서의 역사지향점 등을 들 수 있다. 특히, 제임스 S. 던컨(영어: James S. Duncan)은 개인의 주체성을 충분히 주목하지 않았다고 비판하였다.

### 인문주의적 접근
버클리 학파의 문화지리학은 인간의 행동을 동태적으로 고찰하지 않는다는 비판이 존재하였다. 1970년대에 이르러 인문주의적 접근이 형성되었다. 인문주의적 접근은 개인의 실재를 중시하여 실증주의를 비판한다. 이 접근 방식을 사용하는 지리학자는 이 푸 투안과 에드워드 렐프가 있다.

### 신 문화지리학
20세기 후반 들어서 도시화, 근대화, 세계화의 결과로 버클리 학파가 제시한 문화지리학 연구가 한계에 다다랐다. 그렇게 다양한 문화를 가진 공간일 때는 문화다원주의의 묘사를 하여 "신 문화지리학"이 제창되었다.。

### 일본의 문화지리학
일본에서 문화지리학이 주목받게 된 이유는 1943년에 츠지무라 타로(辻村太郎)가 저술한 〈문화지리학〉에 의해, 독일의 문화지리학이 소개된 것이 시초라고 알려져 있다.
이후 1960년대에 버클리 학파의 문화지리학이 일본에도 주목받게 되었다. 〈문화지리학 읽기〉로 문화지리학을 배운 문화지리학자도 많고, 일본에서도 아직까지도 문화지리학 교과서가 간행되게 하였다. 그러나 일본의 지리학에 문화지리학이 확립된 시기는 1980년대 이후이다.
더불어 종교지리학도 넓은 의미에서는 문화 개념중 하나로 이 문화지리학의 한 분야로 인식되기도 한다.

## 평가
大島 (1989)에서는 문화지리학의 입지를 아래 3가지 부분으로 나눌 수 있다고 한다.。
1. 문화지리학은 인문지리학과 같은 의미로, 자연지리학과 비교되는 분야이다.
2. 문화지리학은 인문지리학의 일부분으로, 종교 · 언어 · 의식주와 같은 것을 대상으로 연구한다.
3. 문화지리학은 인문지리학보다 넓은 범위로 간주되며, 문화를 종합적 · 학제적으로 다룬다.

## 현대문화지리학의 흐름
현대 문화지리학은 칼 오트윈 사우어의 주창으로 문화적 경관에 의한 비판에서 시작하여 개인과 집단에 있어 장소 (place)에 대한 가치나 의미 부여에 따라경관이 형성되어간다는 통념 아래서 문화와 공간 · 장소와의 관계가 주류 연구가 되었다. 장소의 연구를 하는 학자들은 에드워드 렐프, 이 푸 투안, 존 애리가 있다.

## 경관 (景觀) 개념
칼 오트윈 사우어는 경관을 누가 봐도 알 수 있도록 시각적 · 객관적인 것에 한정하였다. 하지만 1970년대부터는 경관에는 주관성이 있는 것이 아닌가 하는 의문이 제기되기 시작하였다. 이것은 특정한 사람이 그 경관을 보는 것에 의해서, 다른 사람들과는 또 다른 파악 방법이 이루어진다는 사실에 주목한 새로운 경관 개념이다.

## 문화 개념
컬처럴리즘이 비판받기 전까지는 "문화는 처음부터 존재하며 만들어져 있는 것"이 정설이라고 생각되었는데, 1970년대 이후에 문화란 "나날이 움직이는 개개인에 의하여 바뀌어가고 만들어져가는 것"이라는 관념이 주류가 된다. 또, 문화는 독립된 것이 아닌 혼합된 것이며, 문화간의 경계선은 애매하다고 여겨지고, 그 중에서 문화간의 경쟁이 행해짐으로써 문화의 다양성이 형성되고 있다고도 알려지게 되었다.

### 내용주
1. ↑  1980년의 국제지리학연합 도쿄대 회개최의 사전에, 일본의 지리학자에 대해 진행된 앙케이트의 분석에 의한다.